# Joachim Camerarius l'Ancien
Pour les articles homonymes, voir Joachim Camerarius et Camerarius.
Joachim Camerarius l'Ancien (12 avril 1500 à Bamberg - 17 avril 1574 à Leipzig) est un érudit allemand.

## Biographie
Il était issu d'une famille dont le premier nom était Liebhard, et qui avait reçu le surnom de Camerarius, parce que plusieurs de ses membres avaient été chambellans. Il se fit de bonne heure connaître par des ouvrages érudits, enseigna le grec et le latin à Nuremberg (1526), et réorganisa les universités de Tubingue (1550) et de Leipsick (1552). Il joua aussi un grand rôle dans les affaires politiques et religieuses, embrassa un des premiers la réforme, se lia étroitement avec Philippe Melanchthon, l'aida à rédiger la Confession d'Augsbourg, fut chargé par le sénat de Nuremberg de plusieurs missions importantes, et jouit d'un grand crédit auprès des empereurs Charles Quint et Maximilien d'Autriche, ainsi que des ducs de Saxe Henri et Maurice.
On lui doit :
- des traductions latines d'un grand nombre d'auteurs grecs, tels qu'Homère, Hérodote, Xénophon, Aristote, Sophocle, Thucydide, Démosthène, etc ;
- des éditions, avec commentaires, de Plaute, Térence, Quintilien, Cicéron, Virgile ;
- une traduction en latin des ouvrages d'Albrecht Dürer, permettant une large diffusion de ceux-ci en Europe ;
- des Commentarii linguae graecae et latinae;
- des Éléments de Rhétorique ;
- une Vie de Melanchthon ;
- des Lettres ;
- des Fables ;
- Epistolae Familiares (posthume)[1]

D'autres membres de la même famille se sont fait connaître dans les sciences et dans les lettres : voir Camerarius.